# Joachim Singer

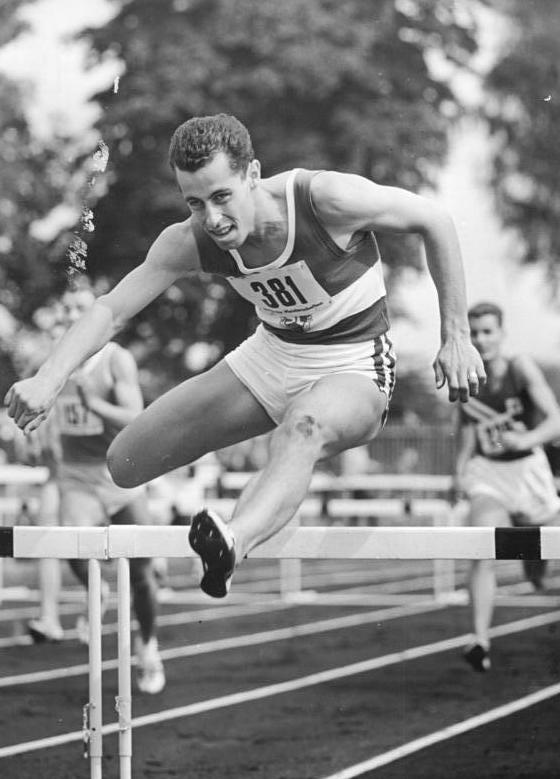
Joachim Singer im 200-Meter-Hürdenlauf bei den DDR-Meisterschaften 1963

Joachim Singer (* 5. November 1942 in Chemnitz) ist ein ehemaliger deutscher Leichtathlet aus der Deutschen Demokratischen Republik (DDR), der vierfacher DDR-Meister im 400-Meter-Hürdenlauf war. Singer blieb als erster DDR-Läufer unter 51 und unter 50 Sekunden.
Singer wurde 1961 Vizemeister der DDR im 200-Meter-Hürdenlauf hinter Herbert Widera. 1962 gewann er den Titel sowohl über 200 Meter Hürden als auch über 400 Meter Hürden. Bei den Europameisterschaften in Belgrad erreichte Singer das Halbfinale und schied dort trotz DDR-Rekord von 51,4 s aus. 1963 wurde Singer Zweiter über 200 Meter Hürden hinter Waldemar Skarus, über 400 Meter gewann Singer seinen zweiten Titel. 1964 siegte Singer erneut auf beiden längeren Hürdenstrecken bei der DDR-Meisterschaft. Singer konnte sich auch für die gesamtdeutsche Mannschaft qualifizieren, die zu den Olympischen Spielen nach Tokio fuhr. Dort schied Singer im Vorlauf mit 52,1 s aus. 1966 wurde Singer noch einmal DDR-Meister im 400-Meter-Hürdenlauf. 
Auf der 200-Meter-Hürdenstrecke stellte er zwei DDR-Rekorde auf. 1962 lief er in 23,9 s und 1964 in 23,5 s. Der Rekord von 1964 war ein Rekord für immer, da der 200-Meter-Hürdenlauf 1965 letztmals bei DDR-Meisterschaften ausgetragen wurde und danach auch weitgehend aus dem Programm bei Sportfesten verschwand. Theoretisch könnte zwar Martin Lauers gesamtdeutscher Rekord von 22,5 s heute unterboten werden, Joachim Singers DDR-Rekord ist aber nach dem Ende der DDR nicht zu unterbieten.
Auf der 400-Meter-Hürdenstrecke unterbot Singer 1962 mit 51,4 s den Rekord von Hans Dittner von 1958. Insgesamt fünfmal verbesserte Singer den DDR-Rekord, am 12. Juli 1964 lief er in 50,9 s als erster DDR-Läufer unter 51 Sekunden, am 19. Juni 1968 unterbot er in 49,9 s als erster DDR-Läufer die 50-Sekunden-Grenze und stellte den gesamtdeutschen Rekord von Helmut Janz ein. 1971 wurde sein DDR-Rekord von Christian Rudolph verbessert. 
Joachim Singer startete für den SC Karl-Marx-Stadt. Bei einer Körpergröße von 1,76 m hatte er ein Wettkampfgewicht von 70 kg. Singer war gelernter Vorrichtungsschlosser.